# Nati nel 1484
| Questa pagina contiene informazioni ricavate automaticamente dalle voci biografiche con l'ausilio del template Bio e di un bot. L'aggiornamento è periodico e automatico e ricostruisce completamente la pagina. Se manca una persona in questa lista, sei pregato di non aggiungerla, ma accertati piuttosto che la sua voce biografica contenga il template Bio e che i dati anagrafici siano correttamente compilati. Se il template Bio manca, inseriscilo tu stesso o, in alternativa, metti l'avviso {{tmp\|Bio}} che ne segnala la mancanza. Se i dati riportati sono sbagliati, correggi direttamente la voce biografica; le modifiche saranno visibili in questa lista entro pochi giorni. Per chiarimenti vedi il progetto biografie. La lista contiene solo le 40 persone che sono citate nell'enciclopedia e per le quali è stato implementato correttamente il template Bio. Pagina aggiornata al 2 giu 2025. |

- 1º gennaio - Ulrico Zwingli, teologo e militare svizzero († 1531)
- 17 gennaio - Georg Burkhardt, umanista e teologo tedesco († 1545)
- 30 gennaio - Franciabigio, pittore italiano († 1525)
- 21 febbraio - Gioacchino I di Brandeburgo, nobile († 1535)
- 4 marzo - Giorgio di Brandeburgo-Ansbach, nobile († 1543)
- 12 aprile - Antonio da Sangallo il Giovane, architetto italiano († 1546)
- 23 aprile - Giulio Cesare Scaligero, umanista, filosofo e medico italiano († 1558)
- 27 aprile - Galeazzo Florimonte, vescovo cattolico italiano († 1565)
- 13 luglio - Pedro Álvarez de Toledo y Zúñiga, marchese († 1553)
- 14 luglio - Ottaviano de' Medici, italiano († 1546)
- 8 ottobre - Antonio Pucci, cardinale italiano († 1544)
- 29 novembre - Joachim Vadiano, umanista svizzero († 1551)
- Abramo Arié, medico italiano († 1556)
- Giovanni Francesco Bini, letterato italiano († 1556)
- Charles Brandon, I duca di Suffolk, diplomatico e nobile inglese († 1545)
- Giovanni Francesco Conti, poeta e umanista italiano († 1557)
- Alvise Corner, scrittore, letterato e mecenate italiano († 1566)
- Giovanni Battista De Fornari, doge
- Anna di Foix-Candale, sovrana († 1506)
- Cristoforo Guidalotti Ciocchi del Monte, cardinale e vescovo italiano († 1564)
- Jón Arason, vescovo cattolico e poeta islandese († 1550)
- Giovanni di Lorenzo Larciani, pittore italiano († 1527)
- Ludovico Lodron, condottiero italiano († 1538)
- Niklaus Manuel, pittore, disegnatore e drammaturgo svizzero († 1530)
- Achille Marozzo, schermidore italiano († 1553)
- Pedro Mascarenhas, navigatore, esploratore e diplomatico portoghese († 1555)
- Marcantonio Michiel, letterato e collezionista d'arte italiano († 1552)
- Maffeo Olivieri, scultore e intagliatore italiano († 1543)
- Ambrogio Catarino Politi, giurista, teologo e arcivescovo cattolico italiano († 1553)
- Giacomo Raibolini, pittore e incisore italiano († 1557)
- Bartolomeo Ramenghi, pittore italiano († 1542)
- Michele Sanmicheli, architetto e urbanista italiano († 1559)
- Bandinello Sauli, cardinale e vescovo cattolico italiano († 1518)
- Tommaso Illirico, francescano italiano († 1528)
- Zenone Veronese, pittore italiano
- Gazi-Husrev Beg, militare e funzionario ottomano († 1541)
- Jean d'Orléans-Longueville, cardinale e arcivescovo cattolico francese († 1533)
- Diego García de Moguer, esploratore e marinaio spagnolo († 1544)
- Luca della Robbia, umanista italiano († 1519)
- Camillo della Volpaia, orologiaio italiano († 1560)